# Internationaux de Strasbourg 1994
L'Internationaux de Strasbourg 1994 è stato un torneo di tennis giocato sulla terra rossa.
È stata l'8ª edizione del Internationaux de Strasbourg, che fa parte della categoria Tier III nell'ambito del WTA Tour 1994. Si è giocato a Strasburgo in Francia, dal 16 al 22 maggio 1994.

## Campionesse

### Singolare
Mary Joe Fernández ha battuto in finale  Gabriela Sabatini con il punteggio di 2–6, 6–4, 6–0

### Doppio
Lori McNeil /  Rennae Stubbs hanno battuto in finale  Patricia Tarabini /   Caroline Vis con il punteggio di 6–3, 3–6, 6–2